# 辻輝子
辻 輝子（つじ てるこ、1920年〈大正9年〉8月2日 - 2017年〈平成29年〉10月23日）は、女流陶芸家。日本の女性陶芸家第1号。仙台万華鏡美術館名誉館長。夫は日本犬研究家の斎藤弘吉。弟に陶芸家の辻清明、子に陶芸家の辻厚成、孫に陶芸家の辻厚志がいる。

## 略歴
- 1920年、東京都日本橋に生まれる。
- 1938年、駒沢高等女学校（後の駒沢学園女子高等学校）を卒業する。
  - 大森光彦・富本憲吉に陶芸を師事し浅香金四郎に日本画を師事する。
- 1939年、ニューヨーク万国博覧会に作品を出品する。
- 1941年、サンフランシスコ万国博覧会に作品を出品する。
  - 東京府現代工芸美術展にて特賞を受賞する。
  - 東京都世田谷区若林に窯を築く。
  - 国画会に作品を出品し特選。
- 1942年、東京府現代工芸美術展にて特賞を受賞する。
  - 女流美術展に作品を出品する。
  - 息子で陶芸家の辻厚成が誕生する。
- 1949年、二科展に作品を出品する。
- 1954年、北大路魯山人と交流を始める。
- 1955年、硬質陶器製法の新手法を考案し特許を申請する。
- 1956年、硬質陶器製法の特許が認可される。
- 1959年、国立近代美術館に作品を出品する。
- 1965年、メキシコ国立近代美術館に作品を出品する。
- 1970年、伊東市宇佐美に孔雀窯を築く。
- 1976年、孫で陶芸家の辻厚志が誕生する。
- 1978年、東宮御所にて陶芸展を開催する。
- 1994年、伊豆高原に「辻輝子　陶の華美術館」が開館する。
- 1995年、佐野美術館にて企画展を開催。
- 1999年、仙台万華鏡美術館が開館する。
- 2002年、敬宮愛子内親王の万華鏡を制作する。
- 2017年、死去[1]。

## 著書
- 「彩陶の美　辻輝子の世界」（ノーベル書房）